# Microchironomus magnifrons
Microchironomus magnifrons är en tvåvingeart som beskrevs av Jean-Jacques Kieffer 1926. Microchironomus magnifrons ingår i släktet Microchironomus och familjen fjädermyggor.
Artens utbredningsområde är Tyskland. Inga underarter finns listade i Catalogue of Life.